# Complejo (arquitectura)
Un complejo (del latín componere, conectar), en el desarrollo inmobiliario, es un grupo o bloque de edificios residenciales privados y de varios apartamentos con su propia infraestructura desarrollada, interconectados directamente entre sí, aislados a lo largo del perímetro exterior y cerrados al paso/visita de no residentes.

## Historia del término

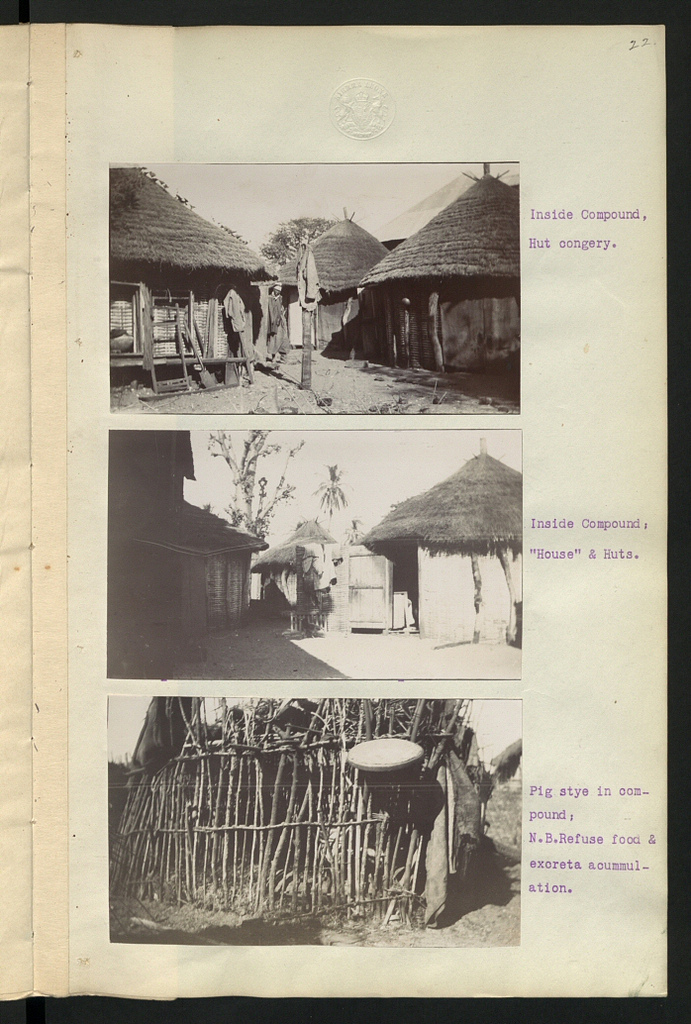
Interior de un recinto tradicional en Gambia, 1910: 1. Cabañas. 2. «Casa» y cabañas. 3. Pocilga.

Inicialmente, el término se utilizó para designar (en los trabajos de  científicos occidentales) una forma tradicional de vivienda china, destinada a la residencia conjunta de miembros de una familia numerosa y que constaba de varias casas, cercadas a lo largo del perímetro del sitio con un pared. Según algunos investigadores, el tamaño y la ubicación de dichas viviendas reflejaban las ideas confucianas de un orden social jerárquico y la interdependencia de los miembros de la familia.
Como resultado, la conexión tradicional incluía las siguientes características obligatorias:
1. Infraestructura general;
2. Hogar de familia extendida (no nuclear) (incluidas varias familias relacionadas entre sí por vínculos familiares);
3. Disponibilidad de lugares personales, parcialmente privados y públicos;
4. Necesidad funcional de una estructura específica y su gestión adecuada;
5. Un cierto nivel de interacción social y económica de los hogares incluidos en el complejo.[3]

Poco a poco, el concepto de «complejo» empezó a aplicarse a lugares de residencia con características similares en todo el mundo. El ejemplo más famoso de esto es el Complejo Kennedy, la residencia personal de la familia Kennedy, ubicada en Massachusetts con vista al Océano Atlántico.
En general (con excepción de la presencia de una economía familiar extensa), las características originales del complejo se han conservado en sus interpretaciones modernas.

## Aislamiento de territorios adyacentes
Una característica importante del recinto es la presencia de su propia zona vallada, cuyo acceso está prácticamente cerrado por completo a los forasteros. En complejos de este tipo siempre hay guardias de seguridad que controlan estrictamente el acceso al interior. En algunos países (por ejemplo, Arabia Saudita y la República Popular China), incluso los residentes de un mismo complejo pueden tener limitado el derecho de acceso a todos los locales en el territorio del complejo (lo que se logra, por ejemplo, mediante una codificación especial de un código personal de llave magnética).

## Complejos hoy

### República Popular China
Hoy en día, la mayoría de las viviendas modernas en las grandes ciudades de la República Popular China están construidas como un complejo (es decir, varios edificios de varios pisos decorados con el mismo estilo y ubicados dentro de un área común rodeada por una valla). Los complejos construidos en el territorio de China pueden representar grupos enteros de rascacielos ubicados en áreas valladas bastante grandes y, de hecho, representar una gran ciudad dentro de una ciudad aún más grande.

### Oriente Próximo
En las regiones Oriente Próximo, los complejos son la forma más común de residencia para los representantes de Europa Occidental y los Estados Unidos. Una característica importante aquí es también la comunidad y la disposición del territorio; Además, las opciones de alojamiento en estos complejos no pertenecen necesariamente a la categoría de viviendas de élite. Por otro lado, vivir en complejos de este tipo, equipados con las más altas exigencias de confort, es para los representantes de los países occidentales una cierta garantía de su propia seguridad frente a posibles conflictos con la población local.

### Rusia
Las aldeas compuestas como una de las variedades de casas rurales aparecieron en Rusia a principios de la década de 2000. Guiados en gran medida por razones de mercadotecnia, los agentes inmobiliarios y promotores denominaron a los complejos que vendían utilizando términos tomados del extranjero, lo que a menudo exigía la formación de una especie de base categórica para estos conceptos. Así, una de las características del complejo que lo distinguía de otros tipos de casas rurales era, en particular, su especial orientación hacia el alquiler. Sin embargo, a medida que los especialistas nacionales se familiarizaron con las características de varios complejos residenciales en el extranjero, el concepto de «complejo» comenzó a aplicarse gradualmente en relación con los complejos de apartamentos residenciales unidos en un territorio separado de la ciudad (al mismo tiempo, como diferencia con un petit hôtel, en un conjunto se pueden combinar varios tipos de viviendas de varias alturas).